# Bassin houiller de la Loire
Ne doit pas être confondu avec Bassin houiller de Basse Loire.

Localisation du gisement sur la carte des bassins houillers français, en bleu, le gisement principal de Saint-Étienne à Rive-de-Gier.

Le bassin houiller de la Loire est historiquement l'un des tout premiers à être exploité en France ; l'exploitation y est attestée depuis le XIIIe siècle. Principal site d'extraction de charbon en France après 1815 et la perte des départements étrangers, il a fourni jusqu'à 40 % de la production nationale dans les années 1820-1830 lors de la Première révolution industrielle puis 54% au milieu du XIXe siècle. Définitivement dépassé par le bassin minier du Nord-Pas-de-Calais dans les années 1860, il resta par la suite un bassin de premier ordre au XXe siècle, étant situé loin des frontières et ayant été relativement épargné par les deux conflits mondiaux.
L'appellation de « bassin houiller de la Loire » est employée pour la première fois dans les travaux cartographiques de l'ingénieur des mines Louis Antoine Beaunier publiés en 1817. Avant ceux-ci, on distinguait de manière coutumière « les charbons de terre du Forez » (gisements de Saint-Étienne à Firminy) des « charbons de terre du Lyonnais » (exploités dans la vallée du Gier).

## Description du bassin

Étendue du bassin houiller dans la Loire.

Le bassin en lui-même se présente sous la forme d'une bande discontinue, longue d'une cinquantaine de kilomètres pour seulement cinq kilomètres de large en moyenne, disposée selon un axe sud-ouest nord-est entre le Rhône et la Loire. Les dépôts à proprement parler remontent au Stéphanien (période géologique située entre -295 et -285 millions d'années et nommée ainsi en référence à Saint-Étienne). Le bassin se prolonge au-delà du Rhône dans le bas-Dauphiné.
Il est représentatif des bassins houillers de montagne, issu d'un ancien bassin limnique situé à l'époque de sa formation au pied de l'ancien Massif Hercynien (actuel massif du Pilat). L'ensemble du secteur présente de nombreuses zones d'affleurements qui ont très probablement favorisé son exploitation dès le Moyen Âge (et peut-être même avant). Les couches de charbon exploitées se caractérisent par leur puissance (de 5 à 7 mètres de haut en moyenne, jusqu'à 10 mètres parfois), par leur irrégularité et par la présence de nombreuses failles.
Les qualités de charbon exploitées allaient des charbons gras semi-bitumineux et bitumineux (à Saint-Étienne et Rive-de-Gier) aux charbons maigres de type anthracite (dans le secteur de La Talaudière),. Les roches et le charbon pouvaient y être extrêmement friables. Les incendies souterrains provoqués par l'oxydation des gisements y étaient courants. L'exhaure y revêtait une importance toute particulière à cause des travaux anciens noyés par les eaux .
Le secteur de Rive-de-Gier (dite série du Stéphanien inférieur ou Stéphanien A) est divisé en deux unités principales : l'assise de Rive-de-Gier et celle de Sorbiers. Le faisceau le plus important, celui de La Péronnière, renferme 5 couches (dénommées la découverte, la gentille, la bourrue, la batarde et la grande masse) représentant une puissance totale cumulée de 12 à 15 mètres de haut.
Le secteur de Saint-Étienne (dit Stéphanien moyen et supérieur, ou Stéphanien B et C) comprend 3 niveaux principaux (assise de Saint-Étienne, le faisceau des Combes et le couronnement). Les deux premiers furent les plus productifs avec les faisceaux de Grüner (15 couches de 30 à 35 mètres), de Beaubrun (15 couches de 30 à 35 mètres), des Littes (6 couches de 10 à 12 mètres) et de Bellevue (8 couches de 10 à 12 mètres).

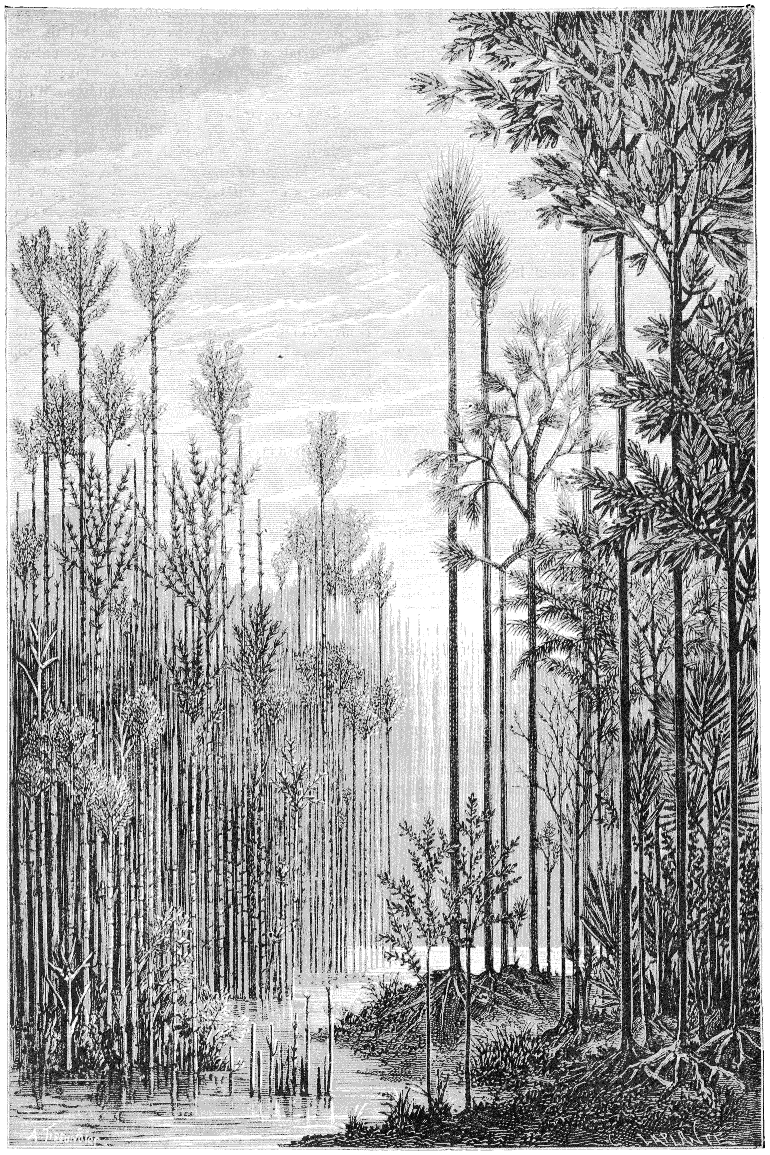
Restitution paléoartistique de la flore houillère du bassin houiller de la Loire.

Les terrains rouges du jardin des plantes sur la colline de Villeboeuf (Stéphanien D ou étage Autuno-Stéphanien) indiqueraient le comblement d'un vaste bassin continental Carbonifère/Permien,,,.
Depuis le milieu du XVIIIe siècle, il fut l'objet d'une attention soutenue du pouvoir central qui y voyait un gisement intéressant de par la quantité de charbon potentiellement exploitable, mais aussi la situation géographique du bassin, entre les bassins versants du Rhône et de la Loire de part et d'autre du col de Terrenoire.
Ce fut l'ingénieur Louis Antoine Beaunier qui réalisa les premiers travaux topographiques à partir de 1812 et qui fut nommé comme premier directeur de "l'école des mineurs", future École nationale supérieure des mines de Saint-Étienne.
Les gisements houillers les plus proches sont le bassin houiller du Jura au nord-est, le bassin houiller de Blanzy au nord, les bassins houillers d'Auvergne à l'ouest, le bassin houiller des Cévennes au sud et les bassins houillers des Alpes à l'est.

## Production
Jusqu'au milieu du XIXe siècle, ce fut le premier bassin houiller français avec une exploitation importante le long de la vallée du Gier représentant jusqu'à 40 % de la production nationale (hors départements étrangers ) puis 54%. Après 1815 et la chute de Napoléon, la région est propulsée au rang de premier bassin houiller de France.
Il ne fut concurrencé qu'à partir des années 1850 par les charbons de Valenciennes et par les charbons anglais, perdant sa place sous le Second Empire au profit du bassin du Nord-Pas-de-Calais.
De 150 000 tonnes à la veille de la Révolution française, la production dépassait le million de tonnes en 1836.
En 1851, 33 % du charbon produit en France venait du bassin de la Loire contre 22 % dans le Nord. En 1859, les 2 bassins sont à égalité avec 2 millions de tonnes chacun.
En 1873, la production atteignait 3,3 millions et fut à son apogée dans l'entre-deux-guerres avec plus de 4 millions de tonnes,.
À partir de 1930, l'extraction s'éteignit progressivement à Rive-de-Gier. La difficile mécanisation de l'abattage, conjuguée à des frais de transports handicapants, entraînaient le bassin vers une fin annoncée. Elle se traduisit par un recul net de la production ; 1,5 million de tonnes furent remontés en 1970. En 1980, elle n'était plus que de 240 000 tonnes . En 1973, l'arrêt des pompes du puits (puits Couriot) mit fin à l'activité à Saint-Étienne. Le choc pétrolier l'année suivante prolongea l'activité du puits Pigeot à La Ricamarie jusqu'en 1983.
Des exploitations à ciel ouvert continuèrent jusqu'en 1993.
Des essais de gazéification y furent menés dans les années 1980 et des permis de recherches de gaz de schistes ont été délivrés en 2011 (projet d'exploitation ajourné à cause de la présence des anciens travaux). À ce jour, 500 millions de tonnes ont été extraites du sous-sol du bassin stéphanois.

## Histoire

### Premières mentions: l'exploitation à la période médiévale
Les sources lacunaires ne fournissent que peu d'informations sur l'exploitation ancienne du bassin de la Loire. Ainsi, c'est l'état actuel de conservation des sources qui conduit à dater le début de l'activité au XIIIe siècle, le bassin présentant des caractéristiques physiques (couches puissantes, affleurements, présence de minerai de fer carbonaté utilisable) ayant potentiellement pu favoriser une exploitation précoce bien antérieure aux premiers textes.
Des actes attestent de l'exploitation de la fin du XIIIe siècle et du XIVe siècle :
- Près de Rive-de-Gier en 1267, un premier acte atteste de la vente d'un droit de quart dans une mine de Saint-Genis de Terrenoire du seigneur de Saint-Priest au Commandeur de Chazelles[21],[22],[23] ;
- En 1321, une transaction dispose des droits d'exploitation des « perrières de charbon » à la suite d'un contentieux entre Brian de Lavieu seigneur de Roche-la-Molière et Giraud le Vieux[24] ;
- Un acte du 22 octobre 1333 entre Brian de Lavieu et les habitants de Roche-la-Molière (document perdu[25]) ;
- En 1372, transaction entre Blanche de Cousan, dame de Roche-la-Molière, et les habitants pour les droits des habitants sur les perrières de charbon[26] ;
- Un contrat de 1401 pour la vente du charbon de Roche, passé entre Jean de Lavieu et Robert de Chales[26],[27] ;
- Par un autre acte de 1484, Gabriel Jamet, de Roche, paya au seigneur du lieu, Dauphin d'Augerolles, la moitié du charbon extrait d'une terre (charboteriam carbonis lapidei) qui lui appartenait, située dans le mandement de Roche au lieu-dit Villeboeuf (locum de Villabosco)[26],[28].

Les jugements rendus témoignent d'exploitations au jour par décaissement du terrain, continues et rentables sur plusieurs années, assujetties au contrôle de l'autorité publique.
L'activité semble connaitre un net ressort au XVIe siècle avec l'ouverture de l'ensemble du marché rhodanien par les bateliers de Givors. Le charbon de Rive-de-Gier était vendu de Lyon à Marseille depuis le règne d'Henri IV.

### À la veille de la Révolution, un régime complexe de privilèges
L'exploitation des mines du bassin devient conséquente dans les sources historiques à partir du XVIe siècle. Cette industrie - tout comme la verrerie et la métallurgie - étant directement liée à l'exploitation du domaine, pouvait être source de revenus pour la noblesse sans risque de déroger. Les sites du Clapier, du Bois d'Avaize (Saint-Étienne) ou de la Montagne de feu (Rive-de-Gier) témoignent aujourd'hui encore de l'activité "proto-industrielle" du bassin conduite par la noblesse locale.
Les vestiges géologiques de très anciens feux de mine évoqués dès 1605 visibles sur les sites stéphanois du Clapier et du Bois d'Avaize constituent les plus anciens vestiges houillers du bassin de la Loire (voire de France?)(voir lien p.24).
Les exploitations se faisaient le plus souvent par des carrières (dites perrières) ou des galeries à flanc de coteau aménagées de haldes et de plans inclinés pour la circulation et le chargement du minerai.
L'exploitation fut libéralisée par l'édit de 1601, (sauf le droit de dixième à payer au roi) et par l'arrêt du 13 mai 1698,.
Les monopoles de transport accordés à certains privilégiés firent émettre aux habitants et industriels locaux de vives protestations face au risque de voir diminuer la quantité de charbon sur le marché local. Les intérêts locaux ont conduit ainsi à la constitution d'une réserve, par arrêt du 9 décembre 1724, défendant d'enlever du charbon dans le périmètre de 2 lieues autour de la ville, sauf pour le conduire dans Saint-Étienne. En 1763, son périmètre fut réduit à 2000 toises.
L'arrêt de 1744 supprimant la liberté laissée aux propriétaires du sol de fouiller d’exploiter des mines de « charbon de terre » sans autorisation préalable souleva une vague de mécontentement ,.
Les rapports de l'époque témoignent de la précarité des exploitations dans des terrains sujets aux remontées d'eau. La mise en place d'une galerie de drainage des eaux pour les mines de Gravenant près de Rive-de-Gier devra attendre la Révolution avant d'être autorisée.
Avec la loi du 28 juillet 1791, la Révolution confirma la mainmise de l'État sur le sous-sol du bassin, avec cependant le maintien de la réserve stéphanoise.
La loi sur les mines du 21 avril 1810 vint réaffirmer le droit régalien à exploiter les mines mais apporta un compromis en attribuant les concessions comme propriété perpétuelle.

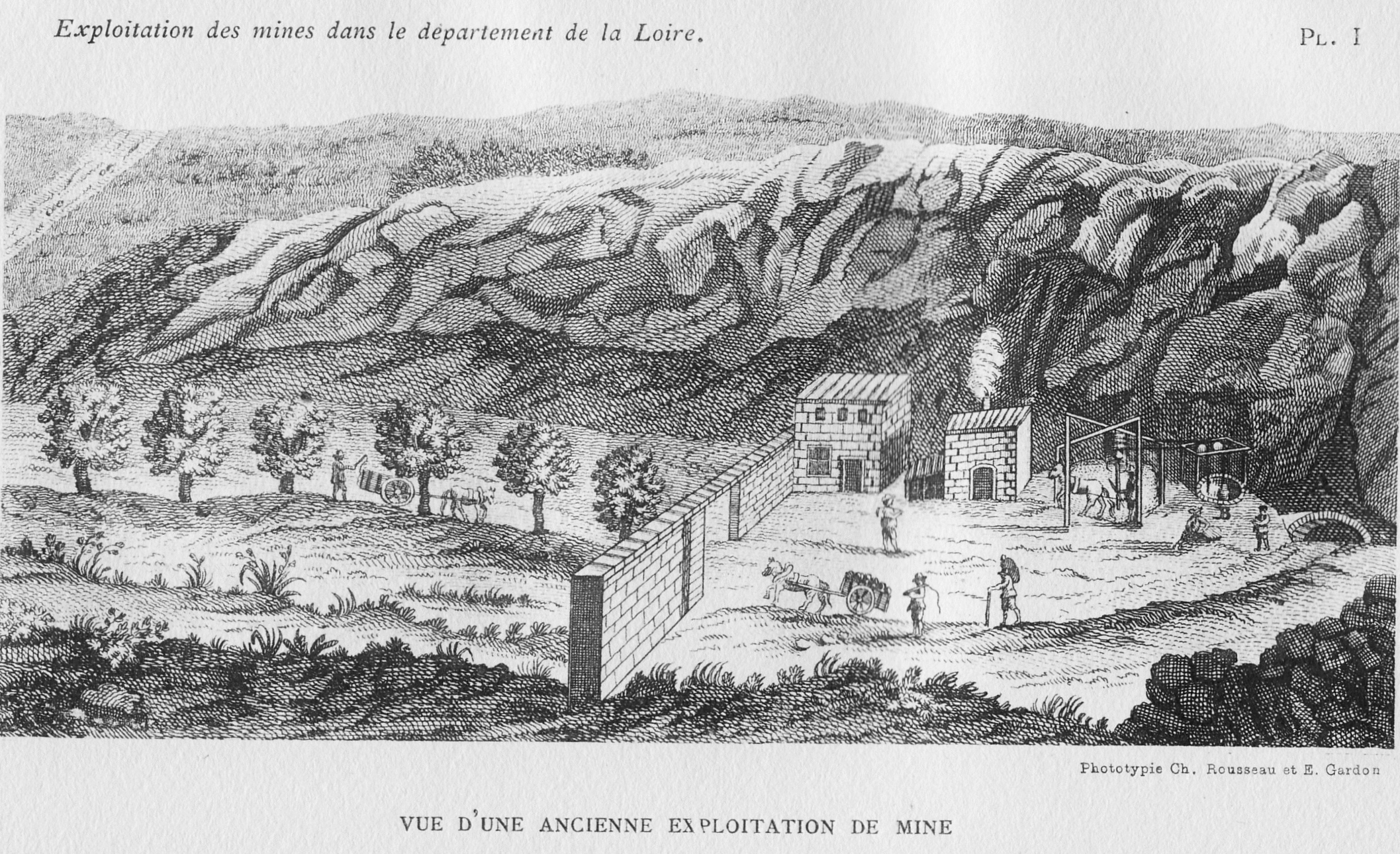
Exploitation au XVIIIe siècle.

### 1812-1845, l'émergence des premières compagnies
En 1812, à la suite des travaux cartographiques de Louis-Antoine Beaunier le sous-sol fut découpé en 65 (ou 64) concessions. En 1813, le bassin se présentait comme un ensemble de petites exploitations gérées par des petites sociétés, le plus souvent nées d'associations entre notables issus de la bourgeoisie locale ou régionale. Les mines employaient alors entre 300 et 400 hommes autour de Saint-Étienne, un peu plus du double sur l'ensemble du bassin :
| Commune               | Concession | Exploitant |
| Valbenoîte            | - La Béraudière | - Gabriel Larderet & Fils (Saint-Étienne) - Armand Bayon (Saint-Étienne) - Hospices de Saint-Étienne |
| Outre-Furan           | - Le Cros - Étang de Méons - La Roche - Le Treuil - Bois d'Avaize                                                                      | - Bernou de Rochetaillé & Tiblier-Granger (St.-Étienne) - Neyron & Royet, Gilibert et Cie (St.-Étienne) - La Roche (La Roche) - Jovin Frères Manufacture de Saint-Étienne - Robert (Saint-Étienne) |
| Montaud               | - Beaubrun - Quartier Gaillard - Montaud - Chavassieux                                                                                 | - Fauvin, Thiollière & Pleney (St.-Étienne) - Palluat Frères & Gidrole (St.-Étienne) - Palle & Picard du Chambon - Massardier (Valbenoîte) |
| Villars               | - Villars - Bois-Monzil - La Boutonne                                                                                                  | - De Curnieux (Paris) - Peyret-Dubois (St.-Étienne) - Compagnie d'Osmond |
| Saint-Jean-Bonnefonds | - St.-Jean Bonnefonds - Reveux - La Chazotte - Farra - Le Fay - Poyeton - Luyat - Cote Thiollière - La Petite Chaux - La Coche - Ogier | - Javelle (Valbenoîte) - Dancer (St.-Jean Bonnefonds) - Mathieu Thivet (St.-Étienne) - Flachat (Reveux) - Jovin-Deshayes (St.-Étienne) - Gouillon frères (Le Gabet) - Dancer & Montagner (St.-Chamond) - Roustaing (St.-Étienne) - Louis Thiollière (St.-Jean Bonnefonds) - Lyonnet, Novet & Cie (St.-Étienne) - Pierre Thiollière - Lyonnet |

La compagnie parisienne installée à Villars, alors la plus moderne du bassin, employait une cinquantaine de personnes.
Le charbon produit à Saint-Étienne était en partie écoulé auprès des industries locales (grâce à la persistance de l'ancien privilège de la réserve stéphanoise). En revanche, celui de Firminy et de Roche-la-Molière transitait vers la Loire. La mise en service des voies de chemin de fer de St-Étienne à la Loire en 1827, puis celui d'Andrezieux à Roanne en 1832 ouvrit au charbon stéphanois le marché parisien et lui permit de concurrencer les charbons anglais sur la façade atlantique.
Le minerai de la vallée du Gier, transporté grâce au canal de Rive-de-Gier à Givors jusqu'à la vallée du Rhône, était utilisé de Lyon à Marseille. Vers 1820, l'activité s'y intensifia, dopée par la perte des départements étrangers (les départements belges et la Roer) et surtout par la mise en service de la ligne Saint-Étienne - Lyon doublant le canal (tronçon Rive-de-Gier - Givors dès 1830).
Dans les années 1830-1840, la spéculation se développa rapidement autour de la soixantaine de concessions du bassin. Les concessionnaires les plus riches, conscients de l'importance de rationaliser les exploitations et de valoriser leur capital en cas de rachat, réalisèrent des fusions entre différentes exploitations parfois assez éloignées. En 1844, la Compagnies des Mines Réunies de Saint-Étienne (constituée de banquiers et de rentiers) commença ainsi à regrouper des concessions dispersées.
C'est autour de Rive-de-Gier que le phénomène de concentration financière autour des banques démarra. Dans un premier temps, ce furent les problèmes liés au pompage des eaux qui incitèrent les exploitants à se regrouper afin d'acquérir les équipements nécessaires au drainage des travaux souterrains.
Les concessionnaires plus petits, très sensibles aux propositions de fusion et d’absorption, abandonnèrent progressivement leurs exploitations à des groupes financiers régionaux puis nationaux (banques suisses, banque nationale de Paris et des Pays-Bas).

### 1845-1854, le «monopole» de la compagnie des Mines de la Loire

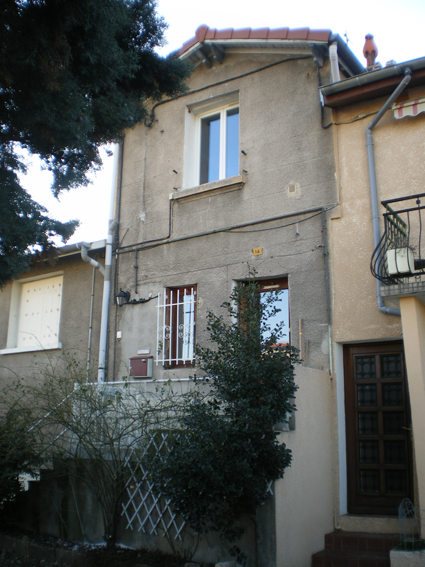
L'ancienne salle de la machine du puits de la Providence sur la colline du Crêt-de-Roch (transformée depuis longtemps en habitation), témoin de l'implantation de la compagnie à Saint-Étienne vers 1845.

Les regroupements, engagés depuis 1837 dans le bassin de Rive-de-Gier entraînèrent en septembre 1845 la formation d'un trust : la Compagnie des Mines de la Loire née de la fusion de :
- La Compagnie Générale des Mines de la Loire, elle-même constituée à la suite du regroupement de la Compagnie Générale des Mines de Rive-de-Gier et de quatre autres compagnies de la vallée du Gier désireuses de s'implanter à Saint-Étienne.
- La  Compagnie des Houillères de Saint-Étienne : société en commandite par actions fondée en janvier 1845, dont le siège social est alors installé à Paris. Elle exploitait en totalité la concession de Méons et partiellement celles de Bérard, de La Roche et de Beaubrun (Compagnie des Mines Grangettes).

La C.G.M.L. fusionne avec la « très hétéroclite » Compagnie des Mines Réunies de Saint-Étienne en novembre 1845 accédant à une position dominante sur l'ensemble du bassin. Le terme "générale" disparait de sa raison sociale afin d'éviter toute controverse sur ses ambitions de fusion à grande échelle.
Les capitaux étaient surtout régionaux dans un premier temps (banquiers roannais, lyonnais et genevois). Dans un deuxième temps, des capitaux parisiens s'y ajoutèrent. En 1854, avant sa dissolution, les actionnaires étaient stéphanois à hauteur de 9 %, lyonnais à 48 % et parisiens à 24 % .

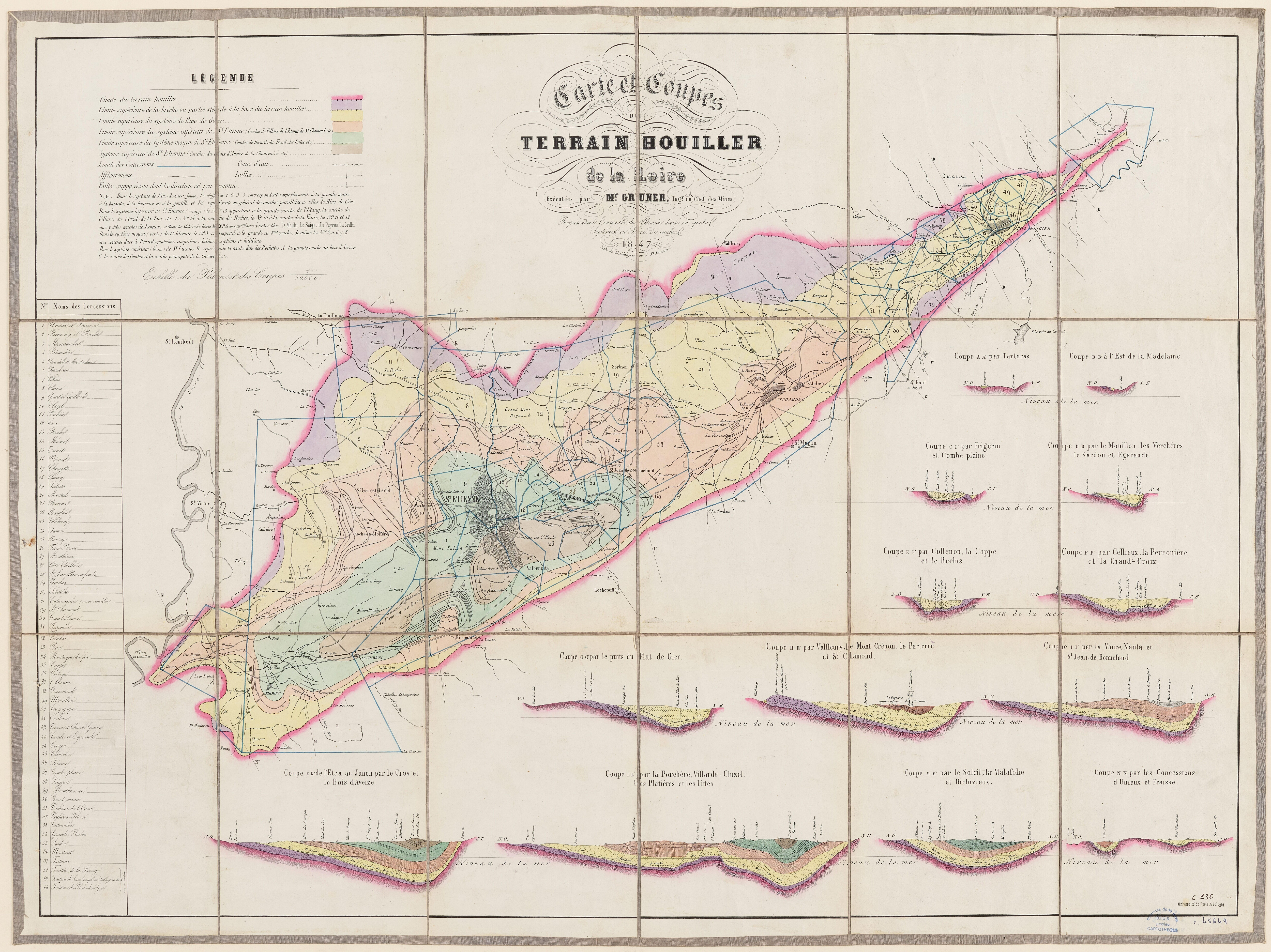
Carte et coupes du terrain houiller de la Loire en 1847.

Sur les 60 concessions existant dans le bassin en 1846, la Compagnie en réunissait 33 (soit 5 979 ha sur les 21 819 du bassin houiller). Elle jeta son dévolu sur les concessions déjà exploitées et reliées à la ligne Saint-Étienne - Lyon. En 1844, elle extrait près de 85 % du charbon de l’ensemble du bassin (soit 1/4 de la production nationale) et emploie 4 000 mineurs. Son objectif étant alors de contrôler le marché en limitant la concurrence, de façon à maximiser ses profits.
Rapidement, la Compagnie s'attira l'animosité de la population stéphanoise : des mineurs aux propriétaires fonciers, en passant par les juristes, les négociants de charbon, les voituriers, les compagnies concurrentes et les industriels des autres secteurs. Les mineurs firent grève 34 fois entre 1845 et 1854 contre la C.M.L. L'ensemble des acteurs locaux trouvèrent écho auprès des notables du conseil municipal et de la Chambre de Commerce et réclamèrent la fin du "Monopole". Ils obtinrent gain de cause et la grande Compagnie fut dissoute par Napoléon III en 1854 .

### De 1854 à la nationalisation en 1946

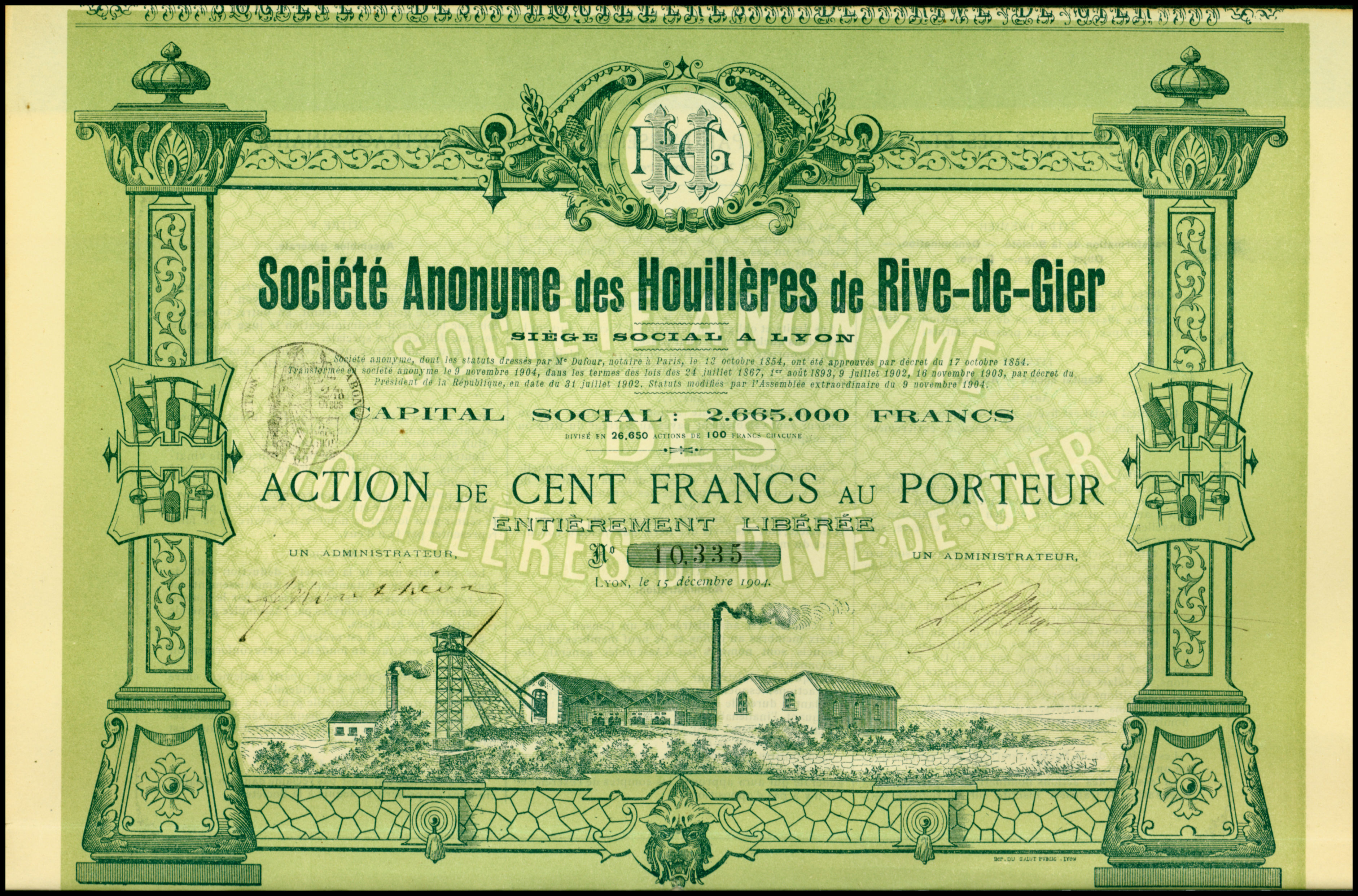
Action de la S.A. des Houillères de Rive-de-Gier en date du 15 decembre 1904.

Dès lors, on comptait sur le bassin quatre sociétés directement issues du fractionnement de la grande Compagnie des Mines de la Loire :
- La S.A. des Houillères de Montrambert et la Béraudière
- La S.A. des Mines de la Loire
- La S.A. des Houillères de Saint-Étienne (1854/1929)
- La S.A. des Houillères de Rive-de-Gier

On retrouvait également les compagnies suivantes (celles qui n'avaient pas intégré la CML) :
- La Société des mines de Villebœuf à Saint-Étienne (1824/1928)
- La Compagnie de Roche-la-Molière et Firminy (créée en 1820 et qui perdurera jusqu'à la nationalisation en 1946)
- Les Mines de la Chazotte (exploitation des couches d'anthracite, mine peu ou pas grisouteuse appartenant au PLM)
- Les Mines de Saint-Chamond
- et d'autres petites exploitations de moindre importance.

#### 1860-1890, le temps des grandes catastrophes
Les années 1860 virent la production du bassin de la Loire définitivement dépassée par celle du Nord-Pas-de-Calais. Dans un contexte de dépression économique, de concurrence et d'extension du réseau ferroviaire français, le charbon stéphanois perdit rapidement des parts de marché.
De nouveau puits furent foncés pour atteindre de nouvelles couches alors inconnues et très grisouteuses.
La période 1860-1890 fut celle des grandes catastrophes qui marqueront durablement les esprits.
- Le 11 octobre 1867 à 9h15, au puits Beaunier de la S.A. des Mines de la Loire à Villars (maintenant rue des cimes), une explosion et un éboulement font 39 morts[41].

- Le 8 novembre 1871, une explosion de poussiers au puits Jabin (situé à l'emplacement de l'actuel siège social du groupe Casino) fit 72 morts[42].

- Une deuxième explosion le 4 février 1876, toujours au puits Jabin provoqua la mort de 186 personnes. Dans la bouche des stéphanois, le nom même de Jabin devint synonyme de calamité[42].

- En mars 1887, c'est une partie de l'exploitation Ouest (S.A. des Mines de la Loire) située entre les puits Châtelus I et Culatte qui s'embrasa sous l'effet conjugué du grisou et des poussières inflammables, faisant 79 morts. À la suite de la catastrophe des mesures furent prises afin de limiter les risques : les tailles furent désormais aménagées à rabattant dans le massif de charbon et non à chassant comme c'était le cas auparavant afin d'éviter l'échauffement des remblais [43].

- En juillet 1889 se produisit au puits Verpilleux no 1 (S.A. des Houillères de Saint-Étienne) la catastrophe la plus meurtrière du bassin de la Loire qui fit plus de 200 morts. En quelques secondes, l'ensemble des travaux de la 13e couche Grüner furent réduits à néant. La quasi-totalité des travaux souterrains de l'Est stéphanois s'embrasa ce jour-là : du puits Mars situé dans le quartier du Soleil au puits Neyron situé à Châteaucreux, un "ouragan souterrain" composé de poussières enflammées et de gaz brûlants ravagea plusieurs kilomètres de travaux. L'évènement connut un retentissement national [44] : c'était alors la catastrophe la plus meurtrière que le pays ait connue. La "série noire" allait continuer pendant trois ans.

- Le 29 juillet 1890, c'est au tour de la petite Société des mines de Villebœuf, qui voit alors son unique puits d'extraction - le puits Pelissier - cracher un nuage de poussières et de fumées, 113 mineurs ne remonteront pas [45].

- En décembre 1891, une erreur de manipulation du système d'aérage provoque l'explosion du champ d'exploitation du puits de la Manufacture faisant 60 victimes [46]. La colère et l'indignation gagnent alors la population stéphanoise et d'importants contingents de militaires sont dépêchés sur place[47].

Les causes de ces catastrophes sont probablement multiples. Le rapport de la commission grisou de 1890, relève l'importance des mesures destinées à éviter les explosions de méthane (aérage des chantiers, lampes de sûreté, explosifs adaptés) mais témoignent en revanche de l'absence de moyens de prévention contre les poussières inflammables (dites "poussiers"),. Les recommandations des commissions d'enquêtes révèlent également des risques liés au mode d'aménagement des tailles (en gradin renversés et à chassant) et surtout des phénomènes d'échauffement dans les remblais, constitués en majeure partie de matériaux stériles produits par l'exploitation et réemployés massivement comme remblais bon marché (grès, schistes et poussière de charbon issus du triage du charbon).
Ces catastrophes se sont déroulées avant la catastrophe de Courrières (1906), qui vit la reconnaissance par les ingénieurs des mines français des risques d'explosions liés aux poussières de charbon. Elles furent donc, probablement à tort, attribuées à l'époque au grisou. Ces catastrophes coûtèrent la vie à plus d'un millier de mineurs et entachèrent durablement l'image de la profession et de la ville de Saint-Étienne.
Entre 1865 et 1890 environ 130 accidents graves se sont produits sur le bassin. Pour des effectifs de 16 à 17 000 ouvriers, 1 928 mineurs ont perdu la vie et 2 645 ont été grièvement blessés.

#### La main d'œuvre étrangère
La présence de main-d'œuvre étrangère dans les mines du bassin de la Loire remonte au moins à l'Ancien Régime avec l'arrivée d'ouvriers de métier belges et gallois qui ont, selon toute vraisemblance, transmis leur savoir-faire aux ouvriers locaux.
Au tout début du XIXe siècle, les sources attestent déjà de la présence d'ouvriers piémontais, allemands et hongrois avant 1820.
Confrontées à la concurrence des autres industries implantées sur le bassin, les compagnies éprouvèrent dès la fin du XIXe siècle les plus grandes difficultés à retenir la main d'œuvre principalement pour les tâches de "manœuvre" peu rémunératrices. Les pratiques paternalistes, impliquant la stabilisation des ouvriers par le logement, étaient inexistantes sur le bassin. Déjà lancé avant-guerre, afin de remplacer les ouvriers français mobilisés, le recours à la main d'œuvre étrangère deviendra systématique dès la fin de la Première Guerre mondiale.
En 1926, sur la seule commune de Saint-Étienne, 2 798 travailleurs étrangers sont officiellement employés par les mines (contre 1 565 dans la métallurgie qui compte pourtant près du double d'ouvriers) :
- 77 Albanais
- 4 Allemands
- 6 Anglais
- 1 Argentin
- 3 Autrichiens
- 21 Belges
- 7 Bulgares
- 638 Espagnols
- 132 Grecs
- 1 Hongrois
- 450 Italiens
- 1 Libanais
- 1 Luxembourgeois
- 657 Marocains
- 1 Persan
- 560 Polonais
- 80 Portugais
- 72 Arméniens
- 29 Russes
- 1 Saint-Marinais
- 17 Serbo-croates
- 2 Suisses
- 23 Tchécoslovaques
- 2 Tunisiens
- 12 Turcs

À la même date, sur l'ensemble du bassin, on recense 8 567 mineurs étrangers :
- 3 882 Algériens et Marocains (45 %)
- 1 668 Polonais (19,4 %)
- 1 120 Italiens (13 %)
- 933 Espagnols (10,9 %)
- 464 Grecs (5,4 %)
- 275 Portugais (3,2 %)
- 135 Tchécoslovaques (1,6 %)
- 58 Albanais
- 23 Belges
- 9 Russes

La répartition n'était pas uniforme sur l'ensemble du bassin :
- la S.A. des Mines de la Loire recrutait principalement des Italiens (23 % des effectifs) et des Portugais (5,2 %).
- la S.A. des Houillères de Saint-Étienne recherchait des Espagnols (26,8 %).
- la S.A. des Mines de Montrambert et la Béraudière employait des Polonais (32,4 %) et des Grecs (11,9 %).

Après la vague de renvois qui a suivi la crise, en 1935, sur 16 657 mineurs, ils n'étaient plus officiellement qu'un peu moins de 5 000.
Après la nationalisation, cette proportion augmentera de nouveau jusqu'à dépasser la proportion d'un mineur sur deux étranger ou né de parents étrangers dans les années 1950.

#### La concentration
Dans les années 1930, les différentes compagnies du bassin de la Loire vont progressivement intensifier la concentration de leur activité afin de réduire les coûts. Les puits les plus anciens et les moins rentables sont abandonnés ou convertis en puits de service ou d'aérage au profit d'une dizaine de puits où l'extraction se concentre, à l'image du puits Couriot.
- L'activité déclinante de la vallée du Gier se concentre alors sur l'impressionnant puits Gillier à L'Horme.

- À la Talaudière, où la Société du PLM extrait de l'anthracite, c'est le puits Lacroix.

- Sur le secteur des Mines de la Loire (Saint-Étienne Ouest) le puits Couriot, le plus moderne est relié au puits Rochefort (au sud) et au puits de la Loire (au nord).

- L'exploitation de la S.A. des Houillères de Saint-Étienne (secteur Est) installée sur la ligne de partage des eaux dans la plaine du Marais, parcourue par l'embranchement du Pont-de-l'Ane à l'Estivalière souffrait peut-être moins de l'enclavement géographique. La concentration y fut donc moins systématique autour du puits Saint-Louis, du puits Mars et du puits Verpilleux no 1. Cette absence de politique de concentration explique peut-être sa faillite en 1929.

- Au sud-ouest, le secteur de Montrambert voit en 1932 le début des travaux de fonçage du "géant" du bassin le puits Pigeot. C'est ce dernier qui, 40 ans plus tard, concentrera l'ensemble de l'activité extractive du bassin avant la fermeture.

### 1946, lanationalisation

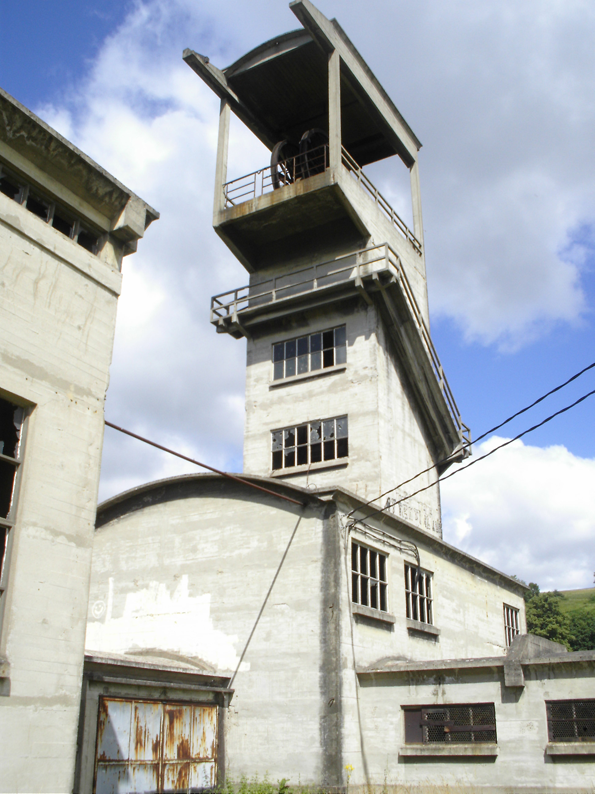
Le chevalement en béton du puits des Combes à La Ricamarie

La nationalisation de 1946 va entraîner une nouvelle organisation. Le bassin sera découpé en 4 groupes, dont le tracé fut plus ou moins calqué sur les anciennes concessions des compagnies privées :
- le groupe Ricamarie
- le groupe Firminy
- le groupe Saint-Étienne Ouest
- le groupe Saint-Étienne Est (comprenant les sous-groupes Soleil, Chazotte et Gier). Pour ce dernier, il manque un puits de concentration qu'il va falloir construire rapidement : le puits Verpilleux no 2.

La grande grève des mineurs de 1948 est suivie par 22000 mineurs du bassin houiller de la Loire, qui arrêtent le travail et luttent pendant sept semaines en octobre et novembre. Le ministre de l'Intérieur socialiste (SFIO) Jules Moch envoie 4000 soldats, dont certains rappelés des bases d'Algérie et de l'Allemagne occupée, en plus des traditionnels gendarmes, gardes républicains et CRS. Le 22 octobre, lors d'affrontements au puits Cambefort, deux mineurs sont tués par les forces de l'ordre à Firminy dans des circonstances mal élucidées : certains, dont 24 journalistes sur place, avancent que la police a ouvert le feu sans sommations et sans répondre à des tirs venus des manifestants ; d'autres évoquent un affrontement entre un commando FTP et police,,.
En 1956, le bassin est réorganisé, un nouveau mouvement de concentration va diriger l'activité sur les puits les plus rentables. On découpe ainsi 7 exploitations principales qui voient la fin de l'activité sur le bassin en 1983 :
- l'exploitation de Roche-la-Molière autour des puits du Sagnat et Dolomieu (fin de l'activité en 1952) ;
- l'exploitation de la Varenne autour des puits Monterrad et Charles (fin de l'activité en 1976) ;
- l'exploitation de Montrambert autour du puits Pigeot (fin de l'activité en 1983) ;
- l'exploitation de la Béraudière avec le puits des Combes (fin de l'activité en 1972-83) ;
- l'exploitation Couriot autour du puits Couriot (fin de l'activité en 1973) ;
- l'exploitation Verpilleux autour du puits Verpilleux (fin de l'activité en 1972-75) ;
- l'exploitation de la Talaudière autour du puits Lacroix (fin de l'activité en 1968).

## La ligne d'investison
Les travaux cartographiques de Louis-Antoine Beaunier indiquaient que la plupart des couches se prolongeaient sous le centre-ville, près de zones urbanisées ou occupées par d'autres industries (armurerie, passementerie, verrerie). Les industriels et les notables locaux obtinrent par l'ordonnance royale du 27 novembre 1824  la mise en place d'une ligne d'investison, restreignant l'exploitation du charbon sous le périmètre communal de Saint-Étienne.
Trois compagnies étaient concernées par cette limite :
- La Société des mines de Villebœuf (au Sud-Est)
- La S.A. des Mines de la Loire (à l'Ouest)
- La S.A. des Houillères de Saint-Étienne (au Nord-Est)

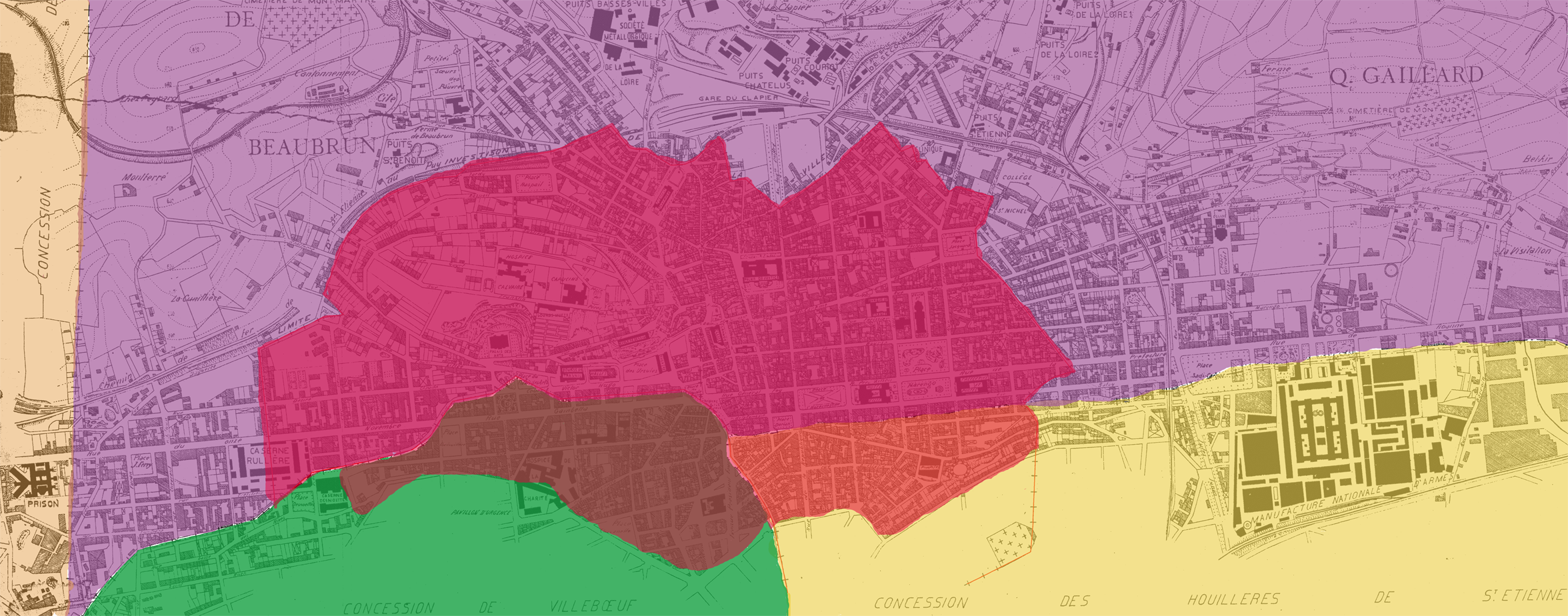
Le partage du sous-sol dans le périmètre communal de Saint-Étienne, la zone d'investison (en rose), la S.A. des Mines de la Loire (en violet), la S.A. des Houillères de Saint-Étienne (en jaune), la Société des mines de Villebœuf (en vert) et la Compagnie de Montrambert et la Béraudière (en orange).

Il reste difficile de savoir aujourd'hui dans quelle mesure cette limite administrative a été respectée dans la pratique. Cette limite ne concernait pas les anciennes communes d'Outre-Furan, Beaubrun, Valbenoîte et Montaud. Certaines zones à l'intérieur du périmètre communal ont été l'objet de travaux antérieurs au XIXe siècle, d'autorisations de l'exploitation ou de recherches jusqu'au XXe siècle ;
Pour la concession du Treuil (actuelle place Carnot):
- Le lieu-dit "Le Grand-Gonnet" n'a pas été intégré dans les limites de la ligne d'investison. C'était, avant les annexions communales en 1855, la seule mine située à proprement parler sur le territoire de la commune de Saint-Étienne.
- Plus tard en 1836, les exploitants de la concession du Treuil obtiennent par arrêté préfectoral le report de l'investison jusqu'à la rue de l'Éternité pour l'exploitation de la 5e couche.

Pour la concession de Beaubrun :
- Sur le versant ouest de la colline Sainte-Barbe (actuelle rue Vaillant Couturier), se trouvait une exploitation antérieure à la mise en place de ligne d'investison dite « mine Ranchon ».
- Sous l'ancien faubourg de Tarentaize : à la suite d'exploitations clandestines ayant entraîné l'effondrement d'un immeuble de la rue de Polignais (février 1911), la S.A. des Mines de la Loire se vit confier le déhouillage et le remblayage du sous-sol du quartier Tarentaize.

Pour la concession du Quartier Gaillard :
- Dans le quartier de Jacquard, sous l'actuelle rue Jules Ledin, la S.A. des Mines de la Loire obtient en 1857 l'autorisation d'exploiter la 2e et 3e couche par chambres à piliers à remblayage complet.

Pour la concession de Villebœuf :
- Au bénéfice de la Société des mines de Villebœuf, pour des travaux de recherches en profondeur (-300 m) du jardin des plantes au Furan, une autorisation préfectorale fut accordée en 1925 après une série de refus. Ces travaux ont entraîné une multiplication des litiges à la suite de dégâts de surface survenus près de la place Chavannel, dans le quartier des armuriers et rue de l’Épreuve. Ces procédures aboutiront indirectement à la liquidation de la société en 1928.

## Techniques
Le bassin de la Loire était reconnu par les mineurs et les ingénieurs comme l'un des plus difficiles. Néanmoins, les charbons exploités étaient relativement tendres (ce qui explique probablement l'arrivée tardive des marteaux-piqueurs vers 1920). Certaines couches pouvaient atteindre 15 m voire 20 m de puissance.
En revanche, la nature friable des bancs de grès et l'irrégularité des couches d'un sous-sol parcouru de nombreuses lignes de faille rendaient l'exploitation beaucoup plus compliquée que d'autres bassins situés en plaine.
Ces deux points expliquent le fait que les haveuses et autres engins d'abattage ne purent être généralisés sur le bassin. Dans les années 1970 et 80, c'étaient toujours des piqueurs qui produisaient la quasi-totalité du charbon, alors que dans le Nord ou en Lorraine ces travaux étaient déjà largement mécanisés.
Afin de pallier ces contraintes naturelles certaines techniques furent développées :
- Jusqu'au années 1870, les travaux s'organisaient la plupart du temps en chambres à piliers : ces derniers (constitués de morceaux de massif laissés en place) étaient ensuite retirés entraînant ainsi la chute du toit, rebouchant ainsi partiellement les travaux.

- Entre 1870-1930, à la suite de la généralisation des long walls anglais, le remblayage des travaux souterrains s'imposa à l'arrière des fronts de taille afin, le plus souvent, de constituer des gradins permettant d'exploiter les couches les plus puissantes sur toute leur hauteur. Les tranches successives étaient ainsi aménagées en gradins renversés. L'irrégularité des terrains selon les secteurs favorisant la multiplication des techniques d'abattage, dans les années 1890, les couches puissantes étaient déhouillées par tailles chassantes, montantes ou descendantes selon la nature des roches du toit et la qualité des remblais disponibles (schistes argileux et grès). Ces techniques, gourmandes en remblais, entraînèrent l'exploitation de carrières de pierre à proximité des installations (au Clapier, au Crêt-de-Roc, au Chambon) et le réemploi massif de matériaux stériles issus du triage (mélange de roche, de schistes argileux et de poussière de charbon) hautement inflammables voire explosifs.

- À partir de 1932, les compagnies se virent autoriser le foudroyage. Le remblayage des arrière-tailles se faissaient alors par éboulement du toit et remblayage hydraulique ou pneumatique. Ce travail était alors effectué de nuit par le poste 3. C'est à partir de ces années que les matériaux stériles ne furent plus renvoyés au fond et que l'on vit apparaître dans le paysage stéphanois les crassiers tels qu'on peut les voir aujourd'hui. Après guerre, les couches puissantes étaient le plus souvent exploitées par tranches successives en gradins droits grâce à des planchers mobiles et des plafonds souples permettant de pallier la friabilité des terrains.

- Enfin, si le pendage des bancs était assez important (comme dans la vallée de l'Ondaine), ces mêmes couches pouvaient être attaquées par tranches horizontales afin d'y pratiquer le soutirage (technique constistant à récupérer par gravité, dans l'arrière-taille le charbon situé au-dessus de la taille). Dans les années 1960, ce mode d'exploitation se généralisa avec l'arrivée des piles de soutènement hydrauliques (soutènement marchant).

## Liste des puits du bassin de la Loire

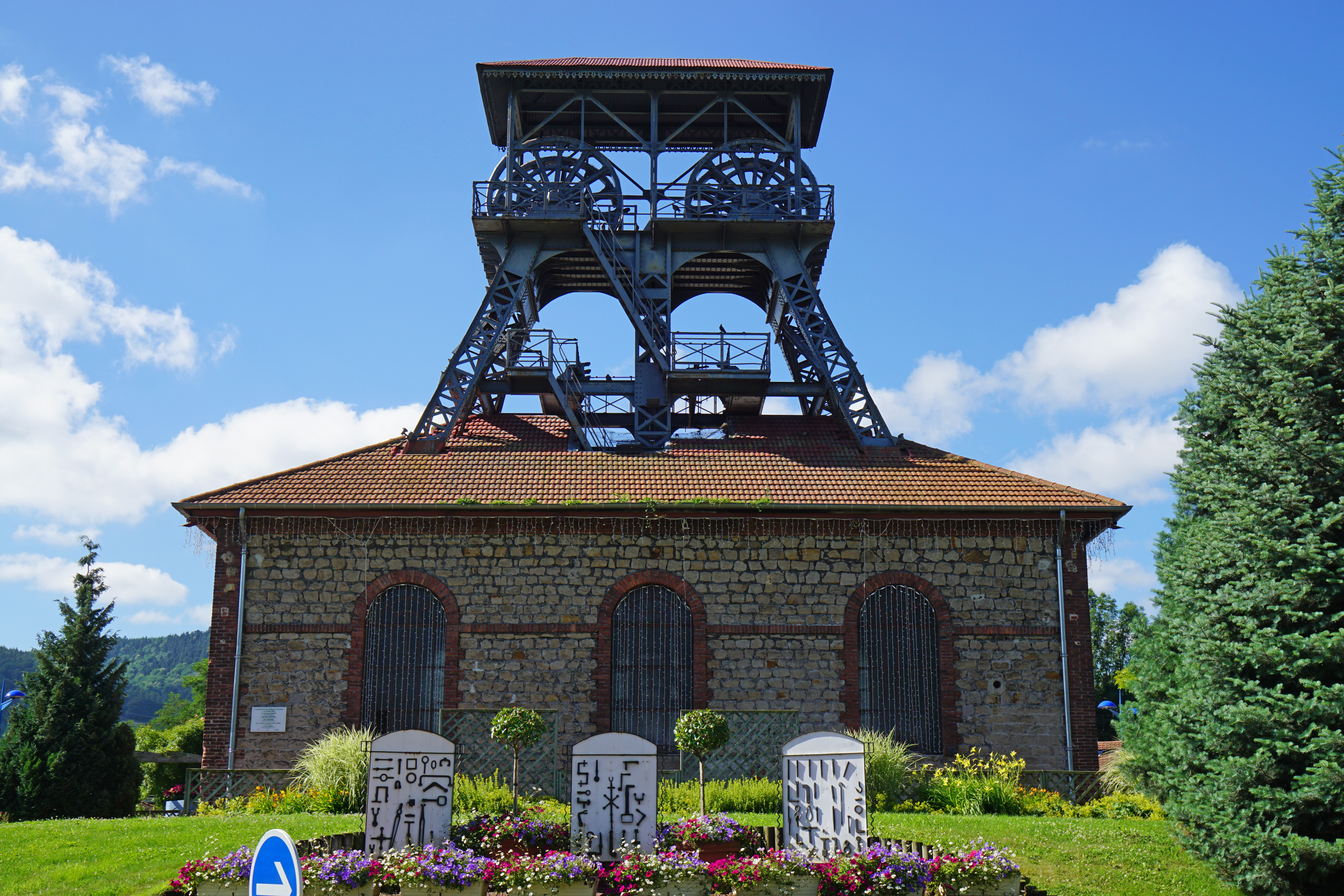
Le Puits du Marais au Chambon-Feugerolles

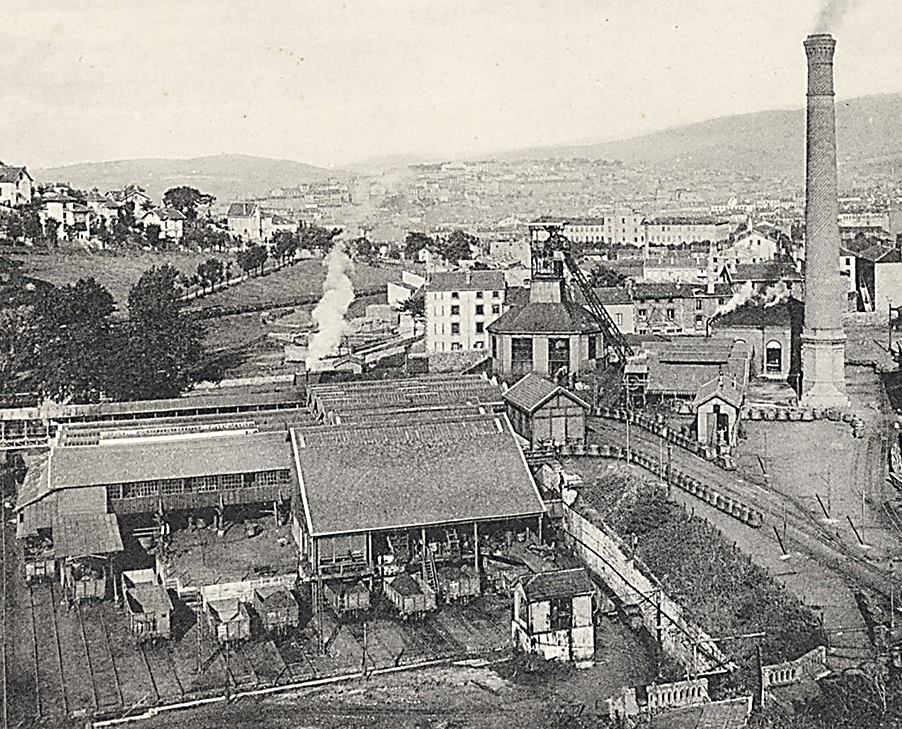
Le puits de la Loire à Saint-Étienne

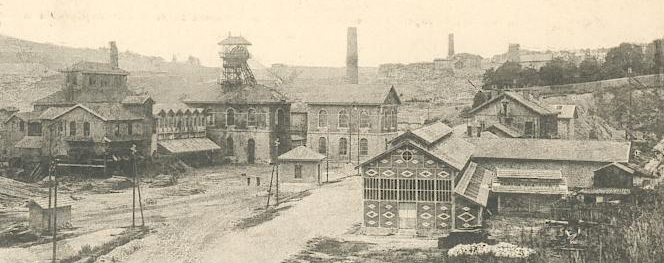
Les puits Dyèvre et St.-Dominique de l'exploitation de la Béraudière (La Ricamarie)

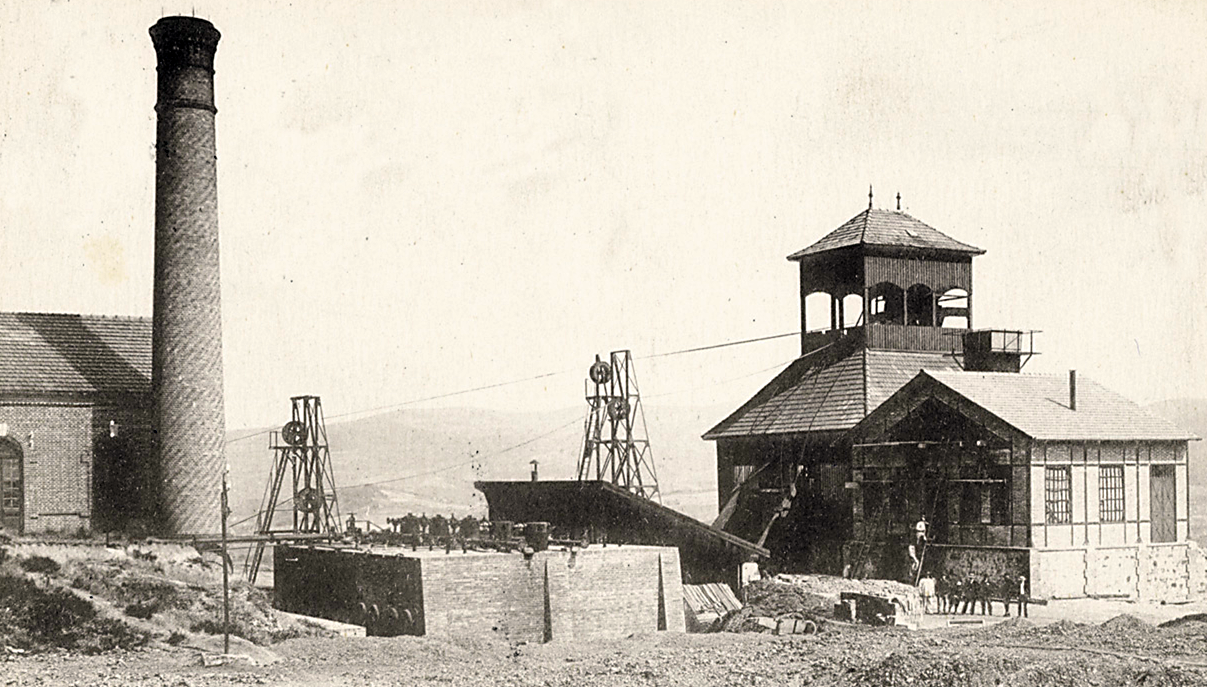
Le puits Sainte-Marie, ancienne commune de Montaud

|                  | Commune                | Cote jour (en m) | Cote fond (en m) | Profondeur (en m) |
| Puits Pigeot     | La Ricamarie           | 544,20           | -461,16          | 1005,36           |
| Puits Gillier    | L'Horme                | 321,00           | - 654,00         | 975               |
| Puits Flottard   | Le Chambon-Feugerolles | 518,80           | - 418,50         | 937,30            |
| Puits Issac      | Roche-la-Molière       | 625,00           | - 275,55         | 835,45            |
| Puits Verpilleux | Saint-Étienne          | 496              | - 309            | 805               |
| Puits Couriot    | Saint-Étienne          | 527              | - 219,90         | 739,90            |
| Puits Lacroix    | La Talaudière          | 588,04           | - 12,06          | 600,10            |

L'exploitation ancienne (attestée depuis le Moyen Âge) et les travaux clandestins ne permettent pas aujourd'hui de dresser une liste totalement exhaustive :
Concession de Beaubrun
Située à l'ouest de Saint-Étienne, dans le périmètre de l'ancienne commune de Montaud.
- Puits Châtelus 1 (1850-1969)
- Puits Châtelus 2 (1852-1918)

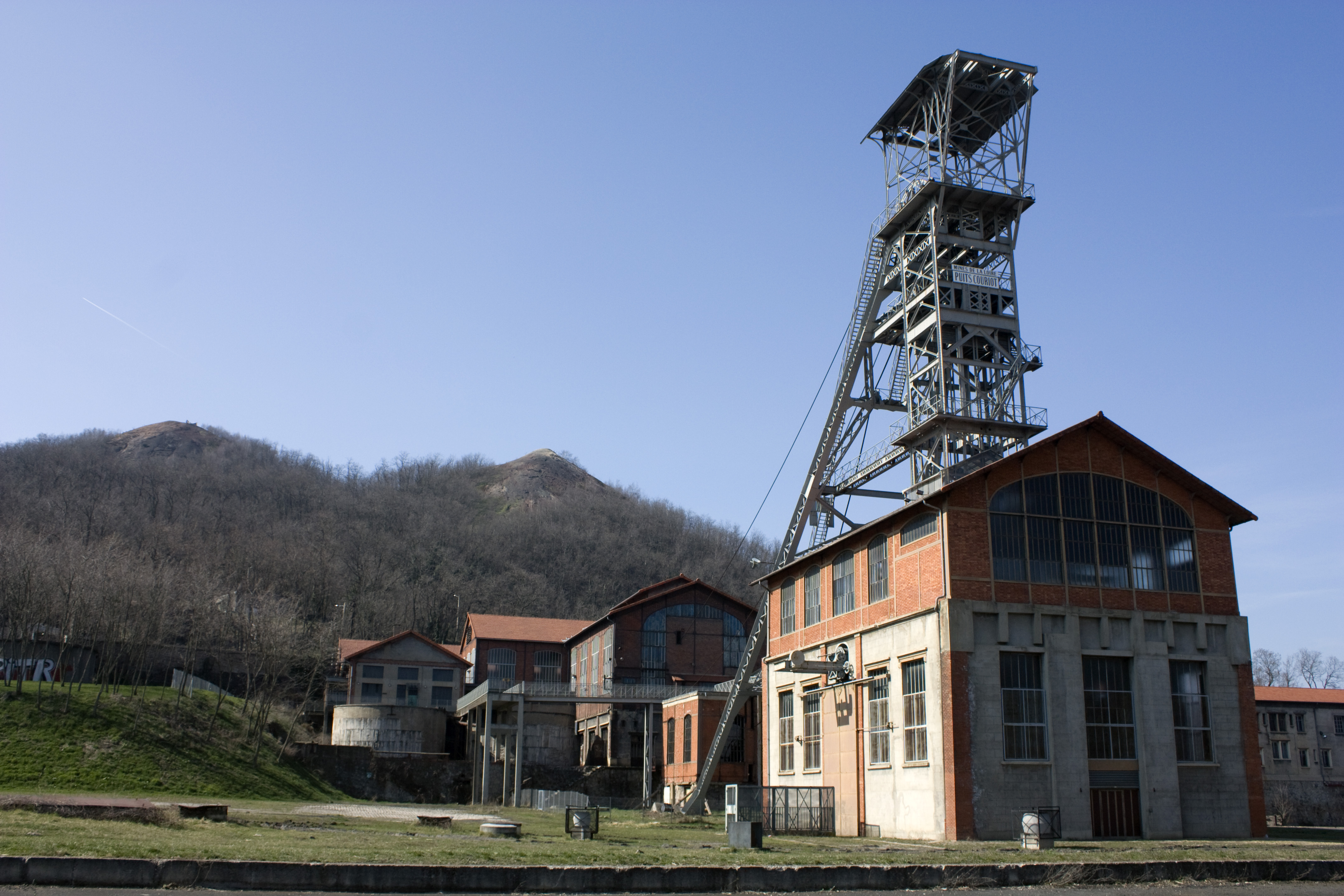
Le puits Couriot à Saint-Étienne

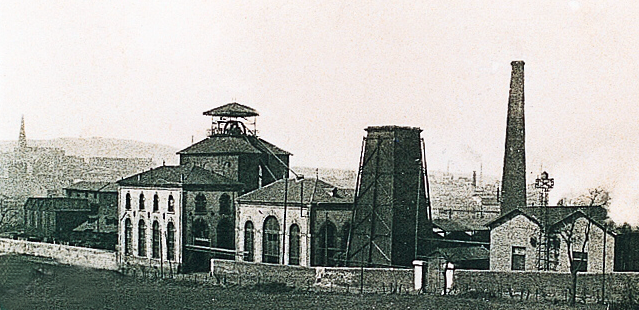
Le puits Verpilleux no 1 à Saint-Étienne

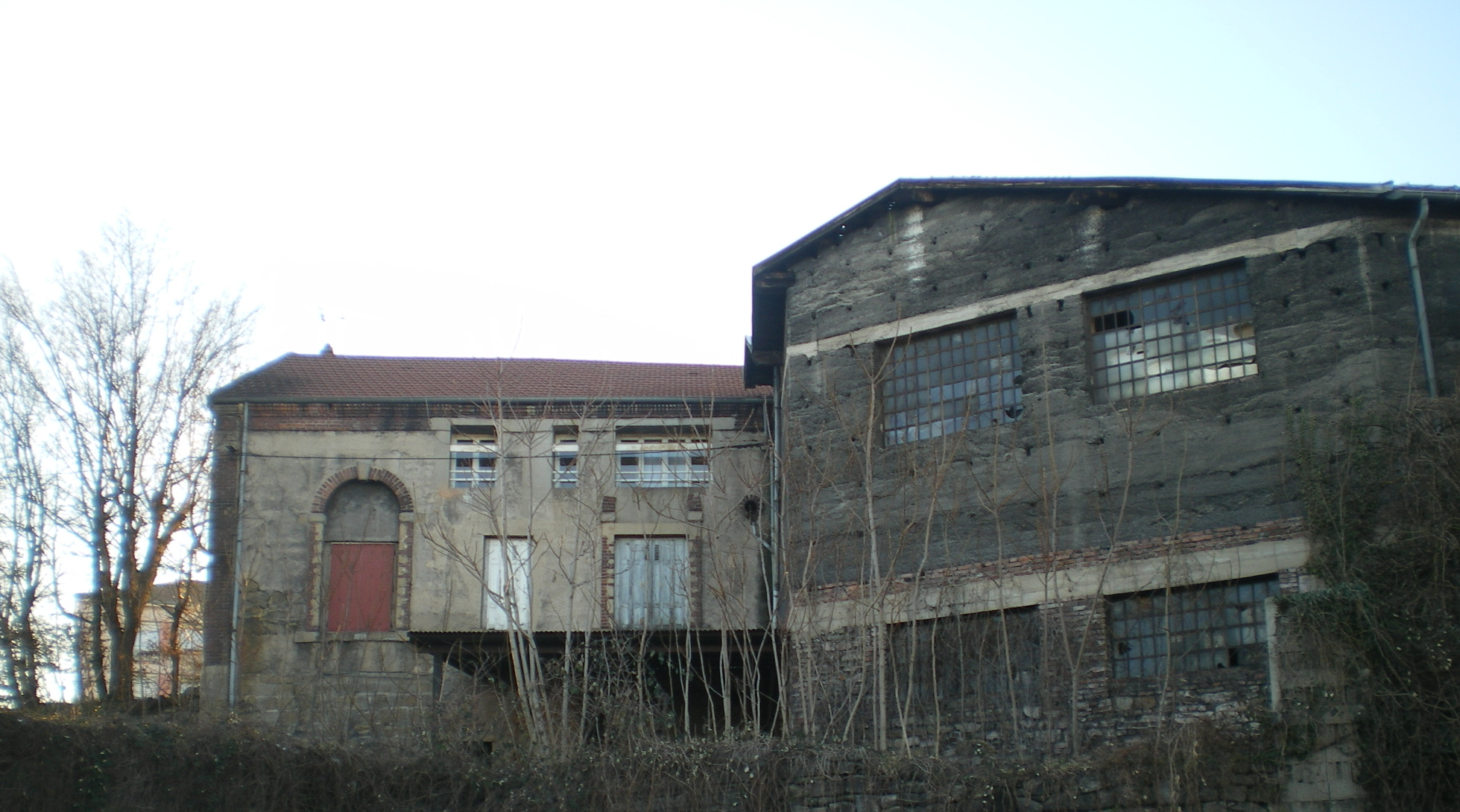
Anciens bâtiments du puits du Bardot, rue du Monteil, quartier du Soleil à Saint-Étienne

- Puits Châtelus 3 (puits Couriot 1919-1973)
- Puits Desjoyaux (exploitation clandestine)
- Puits des carrières (exploitation clandestine)

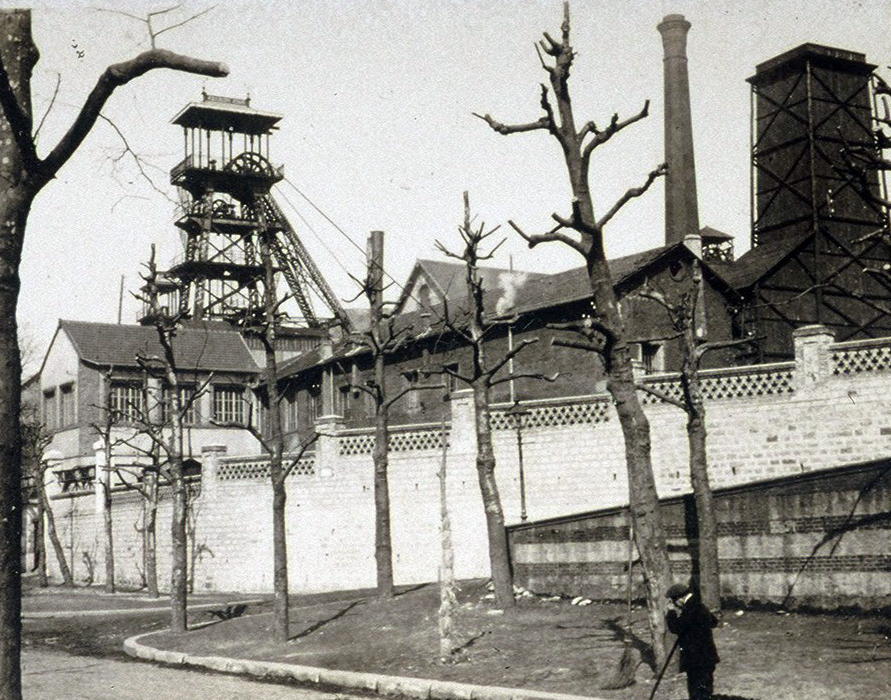
Le puits Pelissier à Saint-Étienne

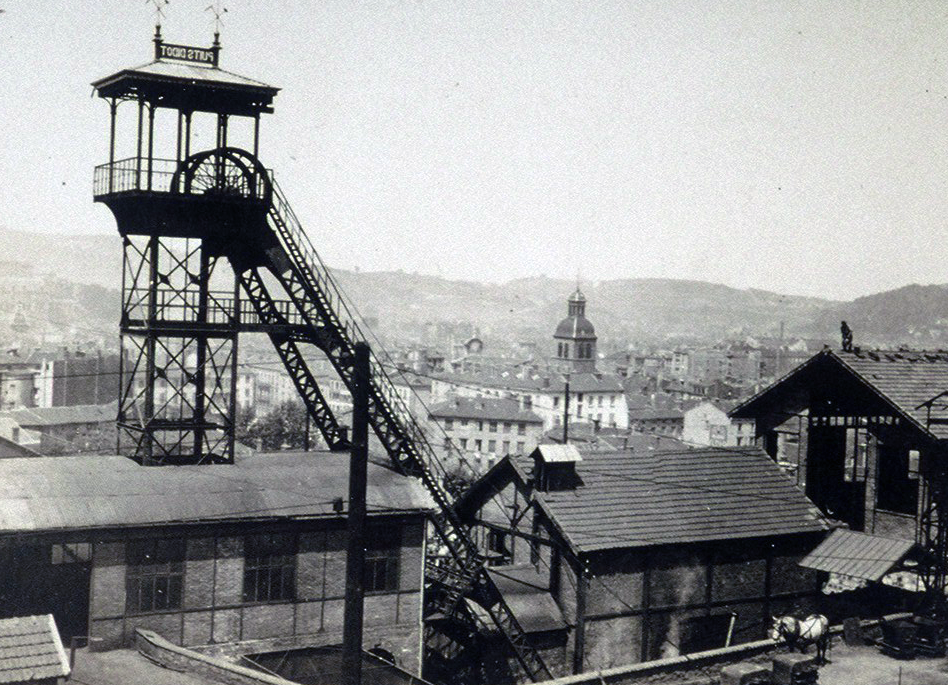
Le puits Didot à Saint-Étienne

- Puits Thiollière
- Puits de la Loge
- Puits du Clapier 1
- Puits du Clapier 2
- Puits du Bailly
- Puits de basse-ville 1
- Puits de basse-ville 2
- Puits de haute-ville 1
- Puits de haute-ville 2
- Puits Culatte 1
- Puits Culatte 2
- Puits Michon
- Puits Marthe (dit du Vachier)
- Puits de la croix de mission
- Puits Rochefort
- Puits des Noyers
- Puits Saint-Benoit
- Puits Ranchon

Concession du Cluzel (ancienne commune de Montaud)
- Puits de la Loire
- Puits des échelles
- Puits Ste-Barbe
- Puits Paluat
- Puits de la Chana
- Puits Imbert
- Puits Jumeaux
- Puits Saint-Jean
- Puits Deville
- Puits des Noyers
- Puits Paris
- Puits Rambaud
- Puits Gidrol

Concession du Quartier Gaillard
- Puits des Rosiers
- Puits Cunit ou Chavassieux
- Puits Palluat
- Puits la Garenne
- Puits Michon
- Puits de la Loire
- Puits Saint-Étienne
- Puits Sainte-Marie
- Puits Rolland
- Puits Avril
- Puits Neuf

Concession de la Chana (Située entre la commune de Villars et celle de Montaud)
- Puits Micolon
- Puits la Chana Vieux
- Puits Montmey
- Puits Pible
- Puits la Chana Neuf
- Puits de la Terrasse
- Puits Doa
- Puits Peyre
- Puits Saint-André

Concession de Villebœuf

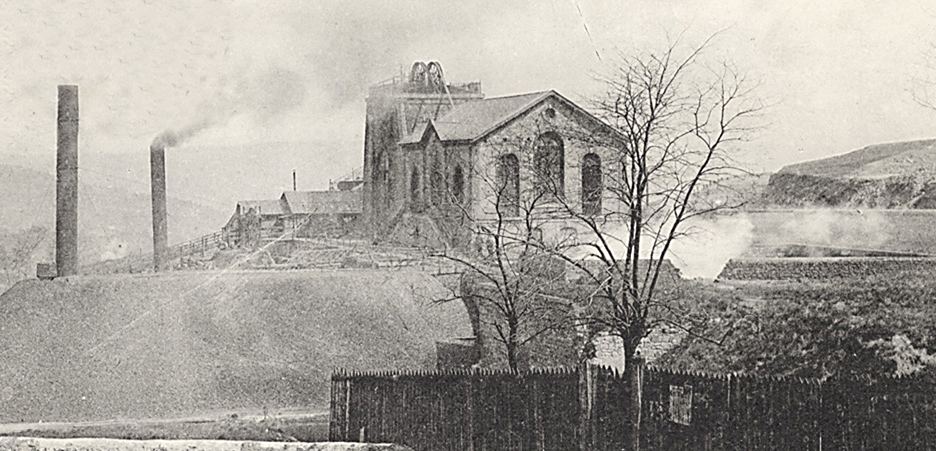
Le puits Montmartre à Saint-Étienne

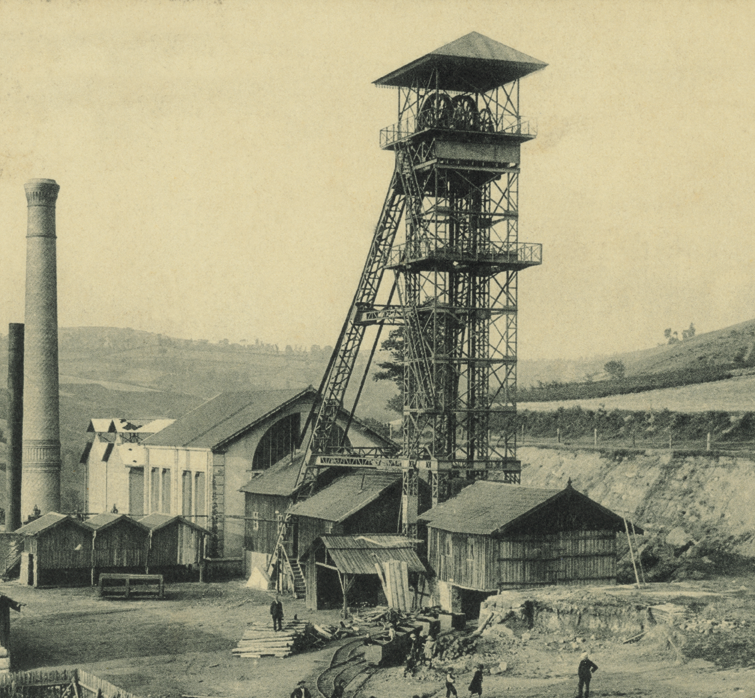
Le puits Cambefort à Firminy

À l'emplacement de l'actuel jardin des plantes et de l'Esplanade.

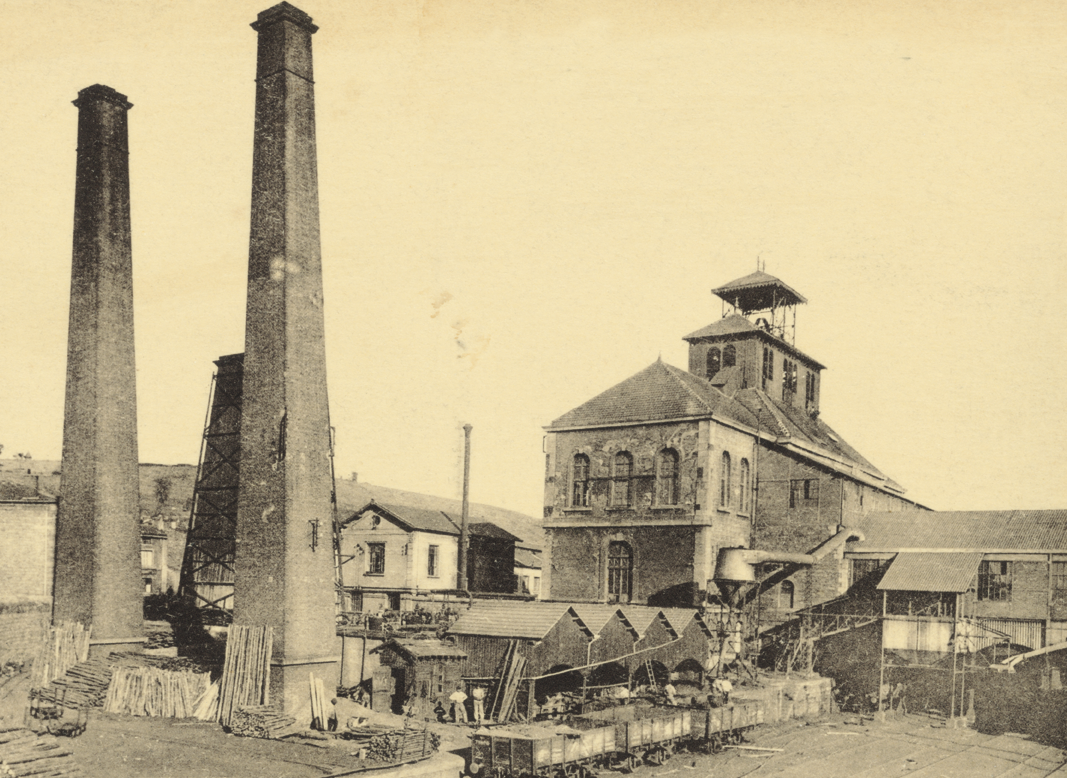
Le puits du Sagnat à Roche-la-Molière

- Puits Ambroise
- Puits Pélissier
- Puits de la Vogue

Concession de Villars
- Puits Beaunier
- Puits Villefosse
- Puits Gallois
- Puits Robinot

Concession du Treuil (située au nord de la ville, actuelle place Carnot et boulevard Jules-Janin)
- Puits du Grand-Treuil ou de la mécanique (puits Villier) (1817-1964)
- Puits du Petit-Treuil (1828-188?)
- Puits de la Pompe (v 1840-?)
- Puits Achille (v 1860-1924)
- Puits de la Manufacture (1873-?)
- Puits Bourgoing
- Puits de la Providence
- Puits Nicolas
- Puits du Gris-de-Lin

Concession de la Roche

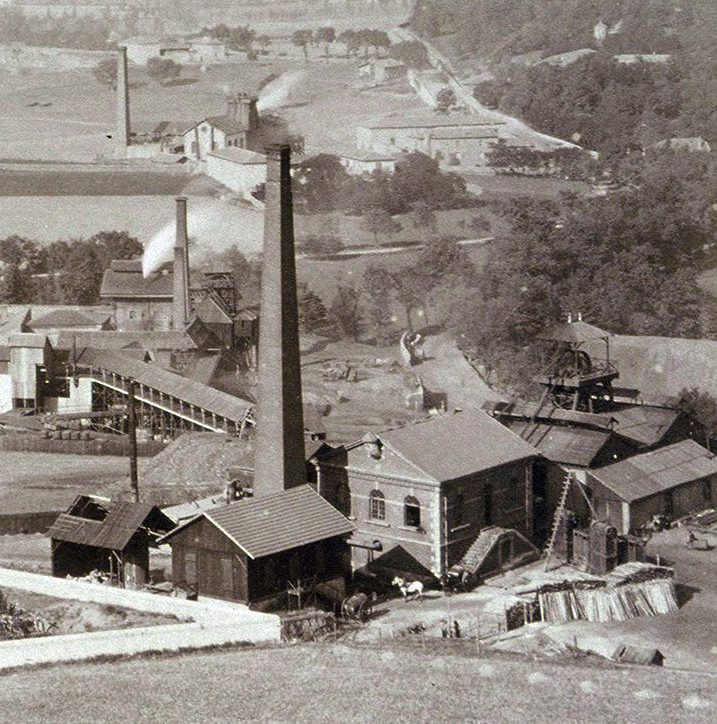
Les puits St.-Louis, St.-André et Mars vers 1865 à Saint-Étienne (Outre-Furan)

Actuel quartier du Soleil. Ancienne commune d'Outre-Furens
- Puits des Flaches (dit no 6) (1837-1956)
- Puits Deville
- Puits du Chêne (dit no 27) (1838-1844)

Concession de Méons
- Puits Verpilleux 1
- Puits Verpilleux 2 (1952-1972)

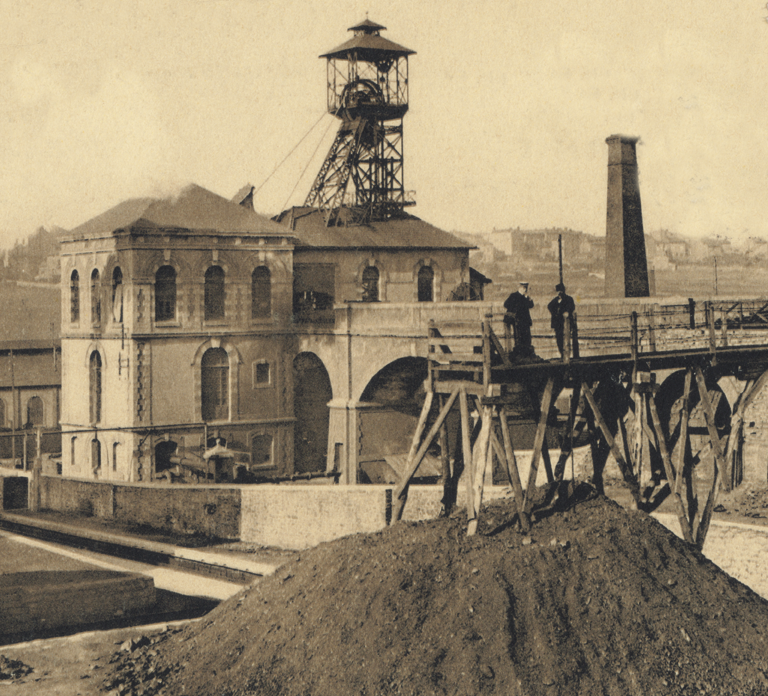
Le puits Dolomieu à Roche-la-Molière

- Puits Saint-Louis ou du Bessard (1822-1953)
- Puits Saint-André (1830-1880)
- Puits Saint-Claude
- Puits Mars (1825-1953)
- Puits de la République
- Puits de l’Étang
- Puits de l’Isérable
- Puits de l’Eparre
- Puits Planterre (1817-?)

Concession du Montcel
Commune de la Talaudière.
- Puits Sainte-Anne no 1
- Puits Saint-Martin
- Puits Pré-du-Soleil
- Puits du Fay
- Puits Lacroix
- Puits Saint-Joseph
- Puits Saint-Benoit
- Puits du Châtaigner
- Puits Pétin

Concession Neyron

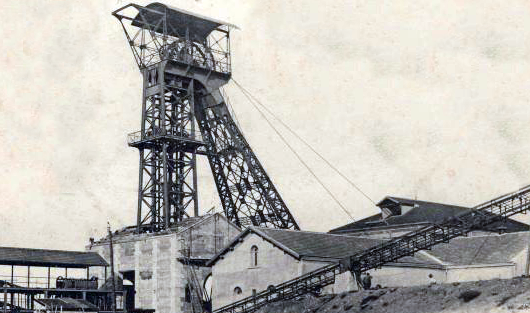
Le puits Gillier à l'Horme

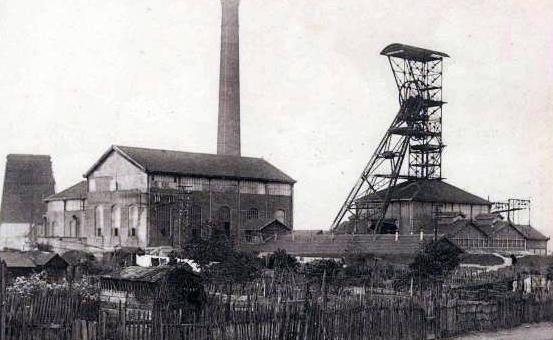
Le puits Saint-Louis avec son chevalement métallique à Saint-Étienne

Occupait un vaste emplacement à l'Est de la ville, autour de Châteaucreux.

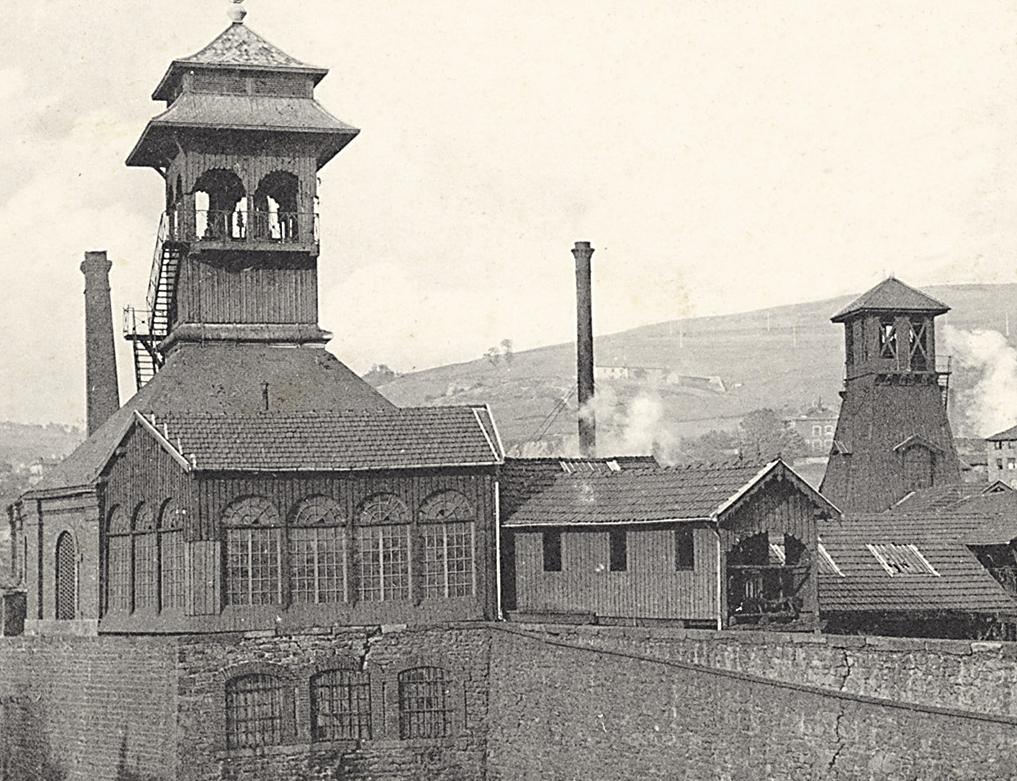
Les deux puits Châtelus à Saint-Étienne (Montaud)

- Puits Neyron
- Puits Jabin
- Puits Chol
- Puits de la carrière

Concession de Sorbiers
- Puits Saint-Pierre
- Puits Saint-Paul
- Puits Saint-Honoré
- Puits Saint-Florentin

Concession de la Chazotte
- Puits Camille
- Puits de la Vaure
- Puits Saint-Charles
- Puits Jovin
- Puits Gabet
- Puits David
- Puits Roches
- Puits Louise
- Puits Marie
- Puits Lucie
- Puits d’Onzon
- Puits Pagat
- Puits Baby
- Puits Jules

Concession de Saint-Jean-Bonnefonds
- Puits Crapottes
- Puits des Roches
- Puits Saint-Hubert
- Puits Saint-Blaise
- Puits Descours
- Puits Saint-Georges

Concession de Terrenoire
- Puits Saint-Antoine
- Puits Saignol
- Puits Bertrand
- Puits Saint-Hippolyte
- Puits d’Avaize no 2
- Puits d’Avaize no 1
- Puits Neuf
- Puits de la Chaux
- Puits Lyonnet
- Puits Jabin
- Puits Gagne-Petit ou Saint-François
- Puits Thibaud

Concession de la Béraudière
- Puits des Combes (1935-1983)
- Puits Saint-Dominique
- Puits Dyèvre
- Puits Abraham
- Puits Saint-Joseph
- Puits des Brûlantes
- Puits Deleynaud ou Petite Ricamarie
- Puits Peyret
- Puits des Genets
- Puits du Crêt de Mars
- Puits Saint-Vincent
- Puits Vallon no 2
- Puits Brûlé le Vieux
- Puits Brûlé le Neuf
- Puits Saint-Mathieu
- Puits Hautes-Littes
- Puits de la Brûlante
- Puits Ferrouillat
- Puits Caintin
- Puits Chauvetière
- Puits du Mont
- Puits de Bellevue

Concession de Montrambert
- Puits Pigeot (1942-1983)
- Puits de l’Ondaine
- Puits du Marais
- Puits Devillaine
- Puits de la Saône
- Puits de Lyon
- Puits du Rhône
- Puits de Marseille
- Puits Barlet
- Puits Rolland
- Puits du Chambon
- Puits Sainte-Marie

Concession de Roche-la-Molière et Firminy
- Puits du Crêt
- Puits Dolomieu
- Puits Derhins
- Puits Sagnat
- Puits Granges no 2
- Puits Baude
- Puits Troussieux
- Puits du Soleil
- Puits Chapelon
- Puits Adrienne
- Puits Monterrad no 1
- Puits Monterrad no 2
- Puits Malval
- Puits Malafolie
- Puits Saint-Thomas
- Puits Saint-Léon
- Puits du Ban no 1
- Puits du Ban no 2
- Puits Labarge
- Puits Chaponnots
- Puits Layats
- Puits de la Chaux
- Puits Charpin no 1
- Puits Trémolin
- Puits Chambalhac
- Puits du Haut-Breuil
- Puits Charles
- Puits Latour no 1
- Puits de la Pêchoire
- Puits Solage
- Puits Saint-Martin
- Puits Osmond
- Puits Malartre

Concession d’Unieux et Fraisses
- Puits Combeblanche no 2
- Puits Combeblanche no 3
- Puits Raboin
- Puits des Planches no 1
- Puits Brochin
- Puits des Planches no 2
- Puits de Côte-Martin
- Puits Saint-Honoré
- Puits d’Unieux
- Puits Montessu no 2
- Puits du Pont de Sauze

#### Autres sources
- Fonds des Archives départementales de la Loire : série S Travaux publics - Mines - Transports (1800-1940).
- Houillères du bassin de la Loire, Bulletin technique intérieur, BNF, 4 JO-6042.